# Annopol (powiat hrubieszowski)
Annopol – wieś w Polsce położona w województwie lubelskim, w powiecie hrubieszowskim, w gminie Hrubieszów.
W latach 1975–1998 miejscowość należała administracyjnie do województwa zamojskiego. 
Wieś jest sołectwem w gminie Hrubieszów. Według Narodowego Spisu Powszechnego (III 2011 r.) liczyła 101 mieszkańców i była 31. co do wielkości miejscowością gminy.
Wierni Kościoła rzymskokatolickiego należą do parafii św. Apostołów Piotra i Pawła w Moniatyczach.